# Eurocar (Mexique)
 (Novembre 2016).
Eurocar México S.A. de C.V. est une entreprise mexicaine qui fabrique des carrosseries d'autobus, de camion et de véhicules basée à Texcoco, état de Mexique. La société a été fondée en 1967.